# 체르체피콜라
체르체피콜라(이탈리아어: Cercepiccola)는 이탈리아 몰리세주 캄포바소도의 코무네다. 캄포바소로부터 남쪽 11km 거리에 있다.